# 瓦曼塔裝甲車
瓦曼塔裝甲車(URO VAMTAC)為西班牙UROVESA公司設計之4輪裝甲車，模仿自悍馬車H1。90年代西班牙需要一種四輪輕戰術車輛，UROVESA公司以一種仿自悍馬車的瓦曼塔車得標，從1999年至2003年間生產了2100輛以上。

## 照片

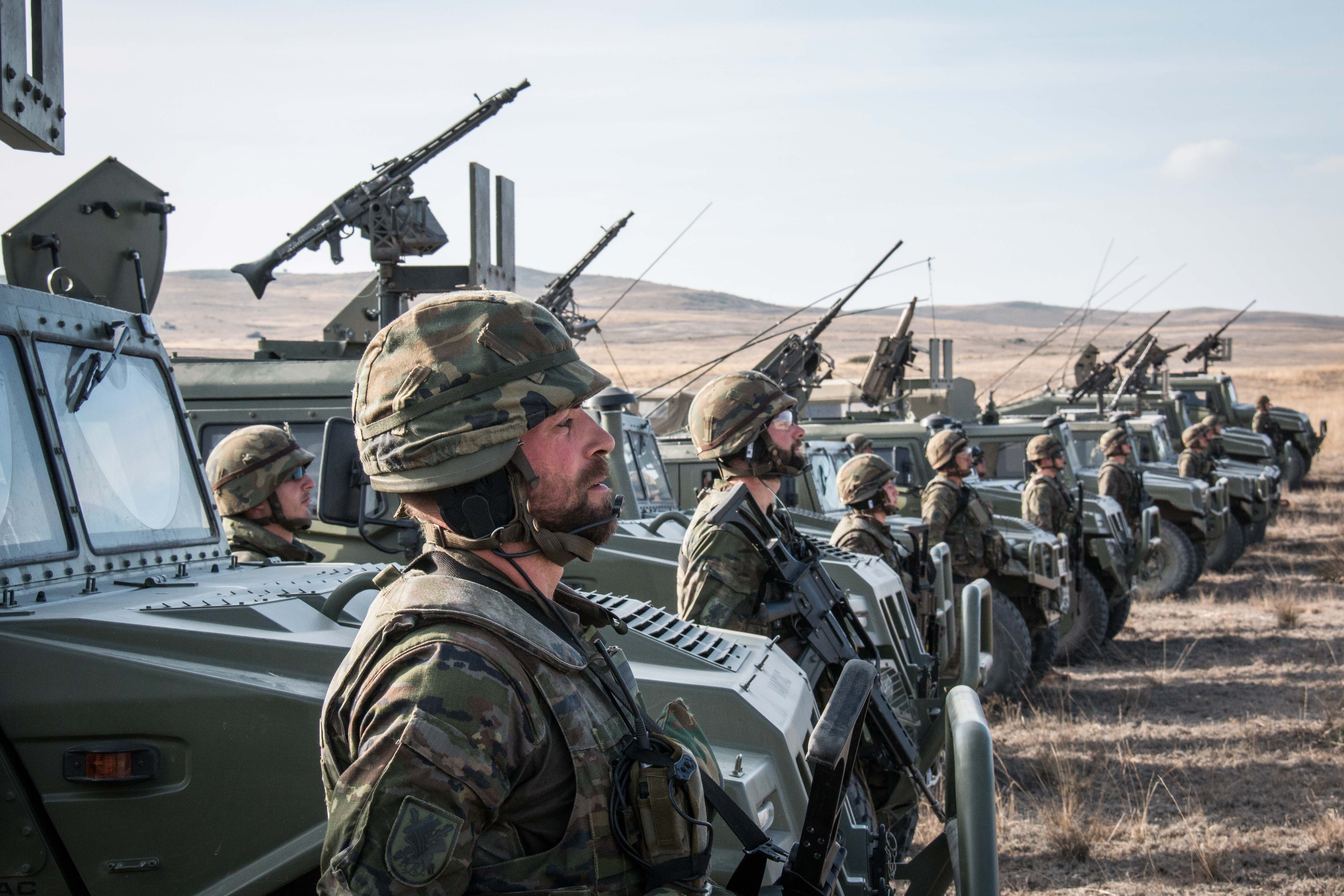
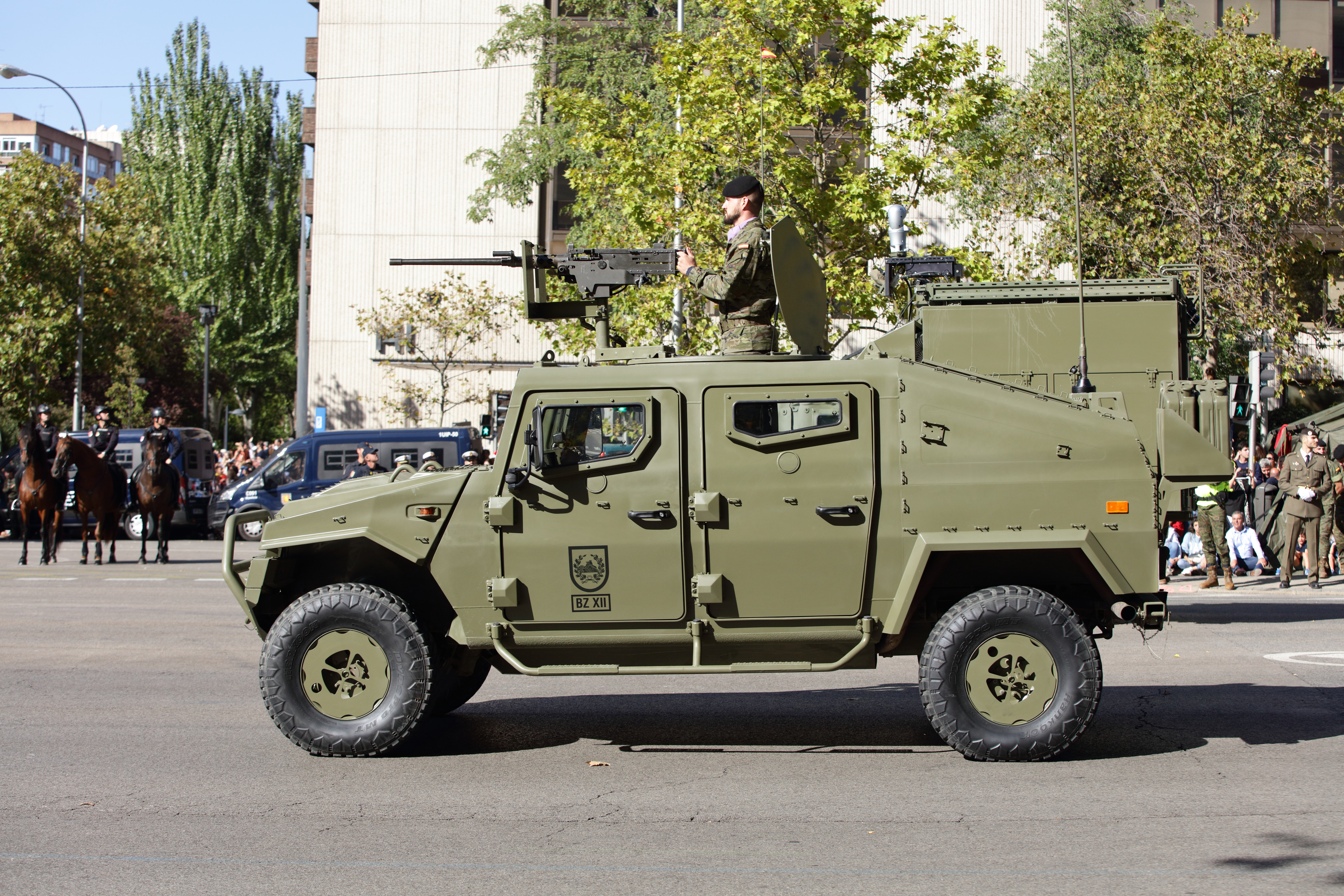
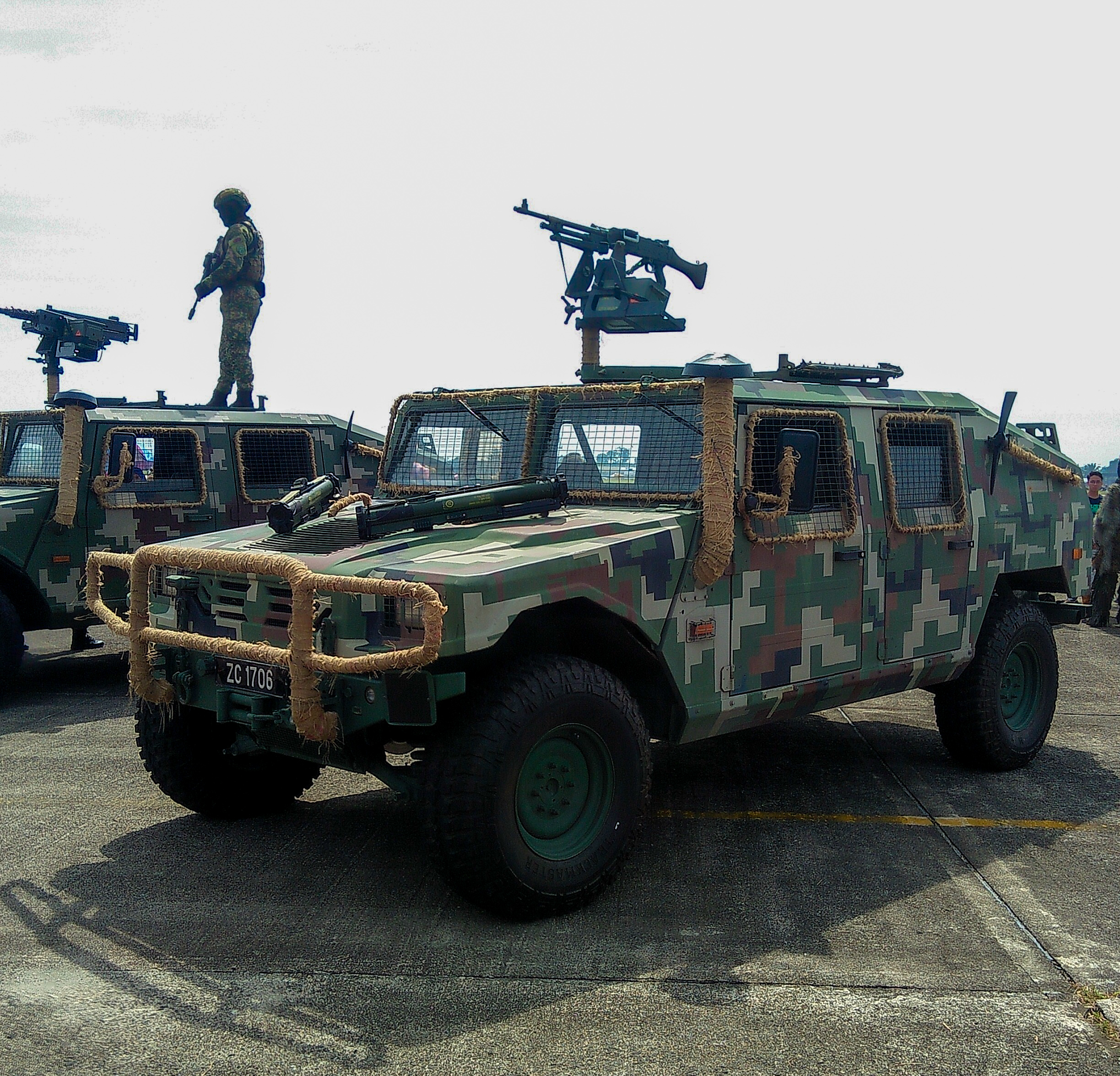
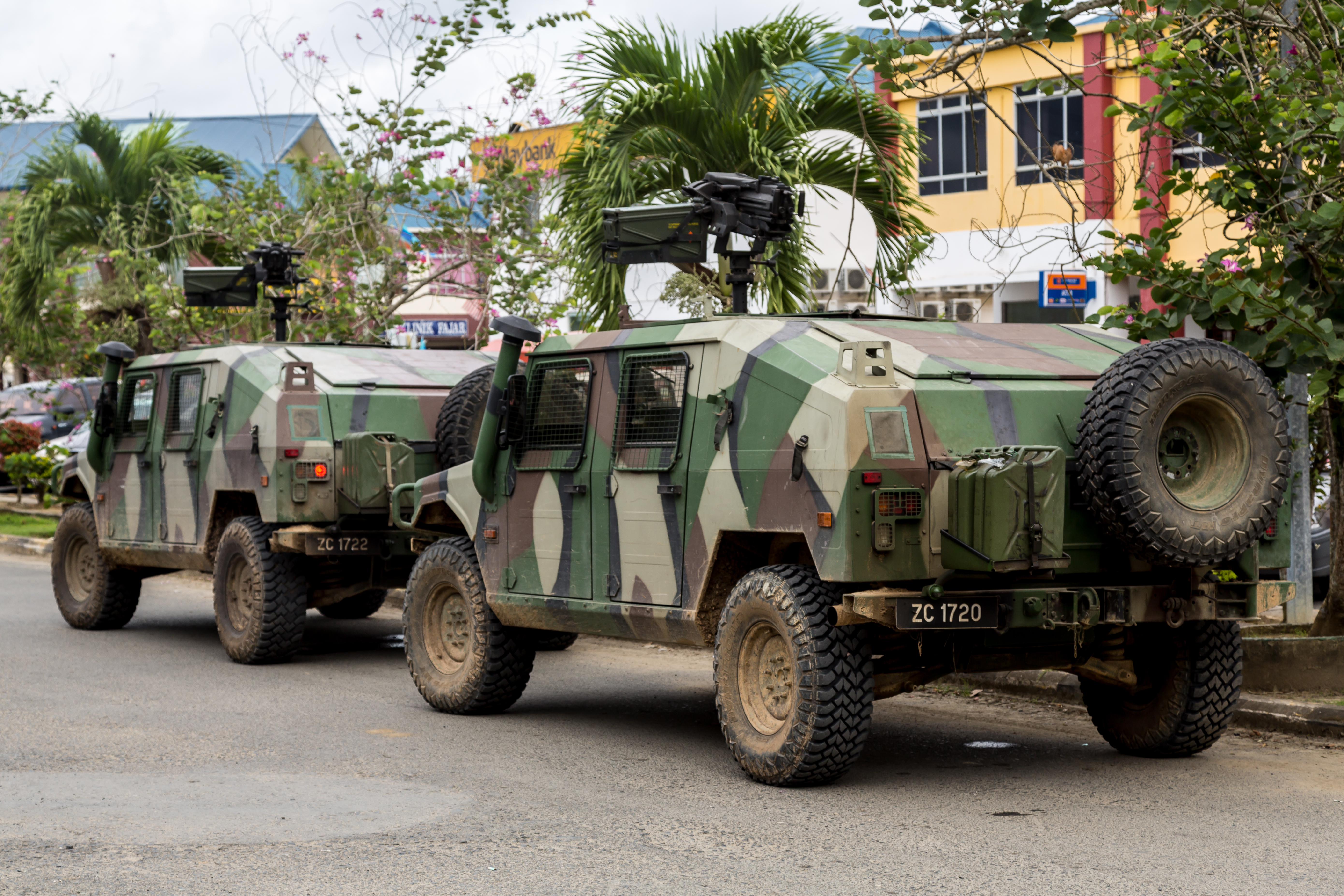
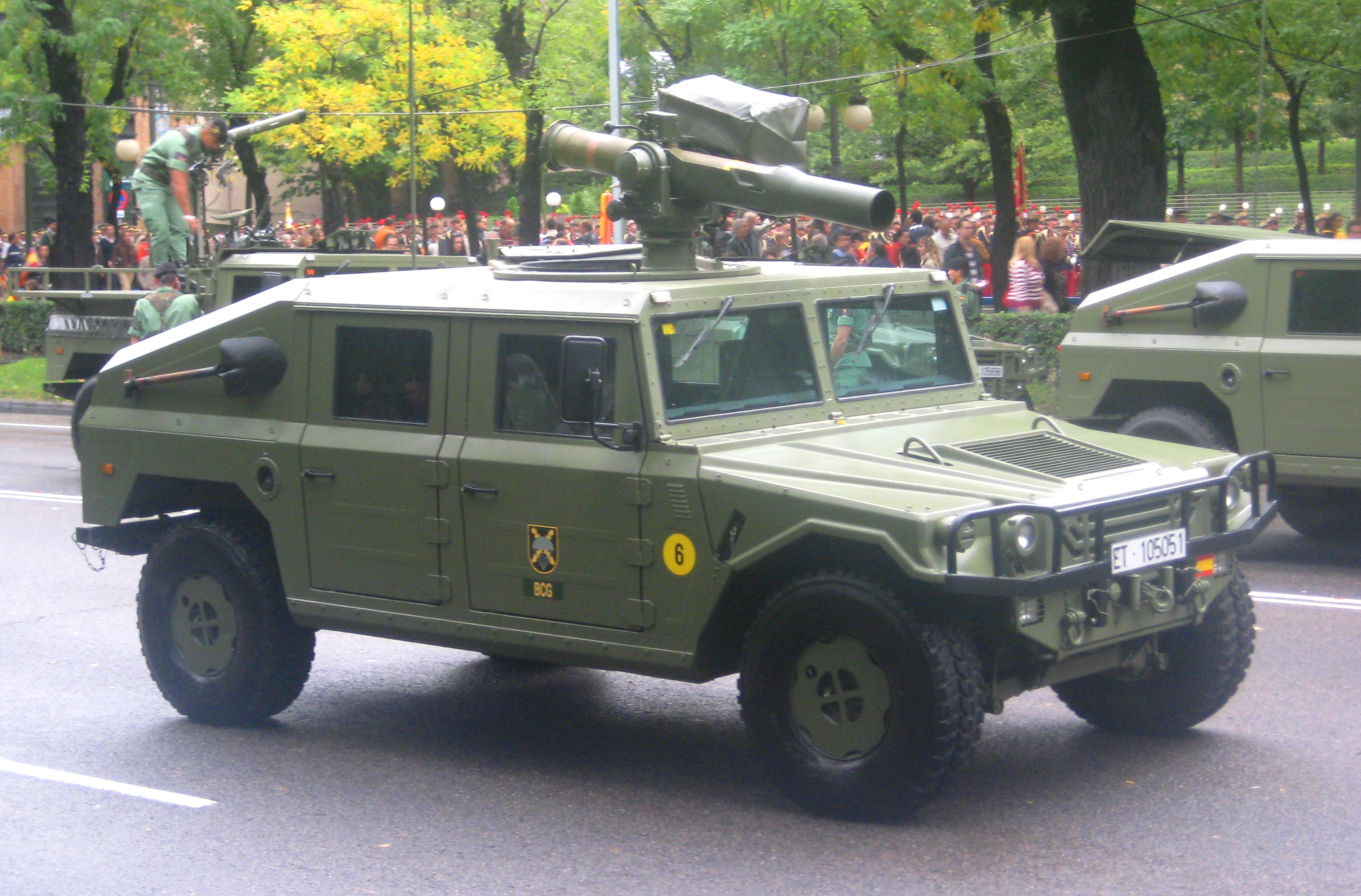
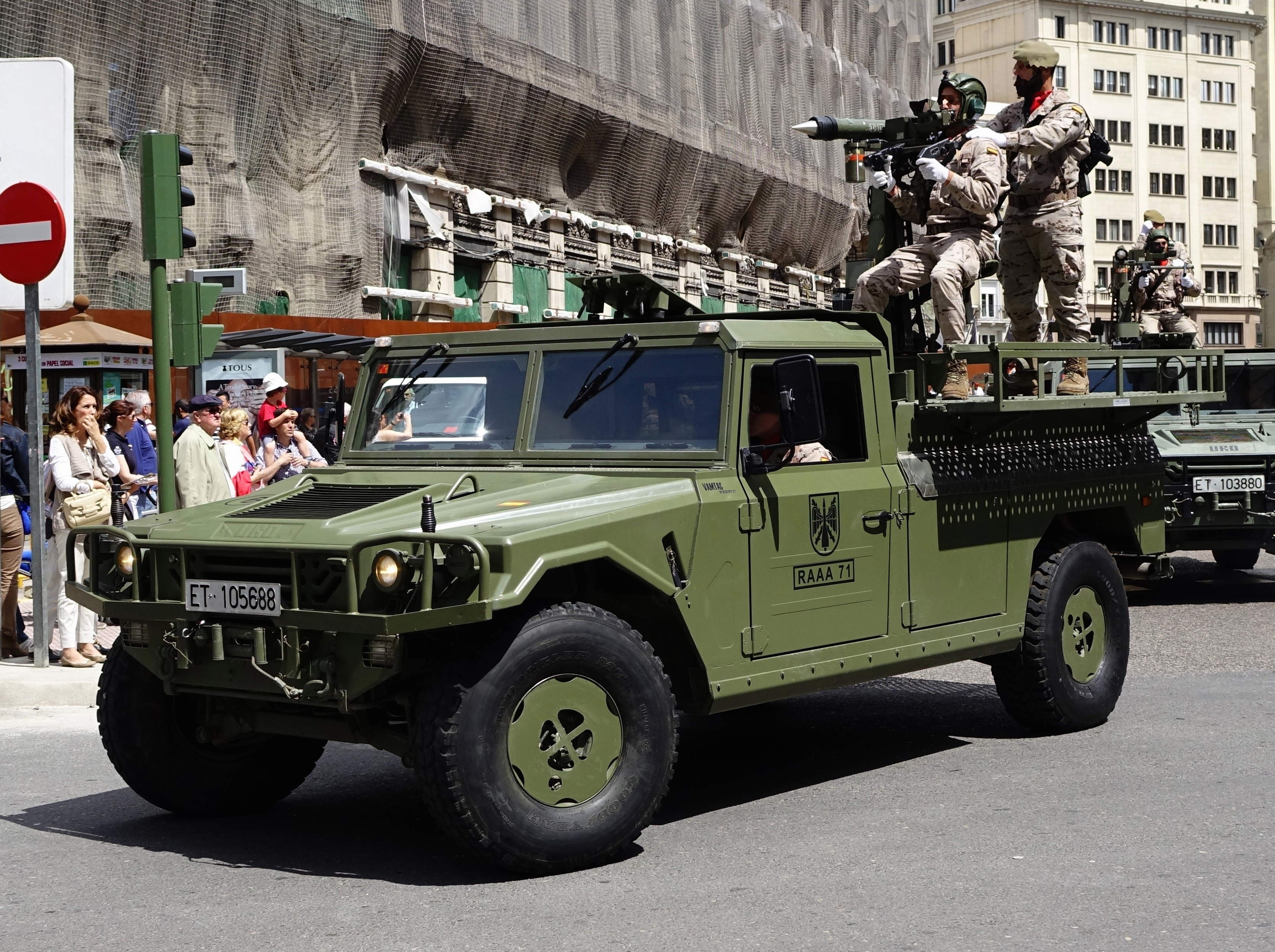
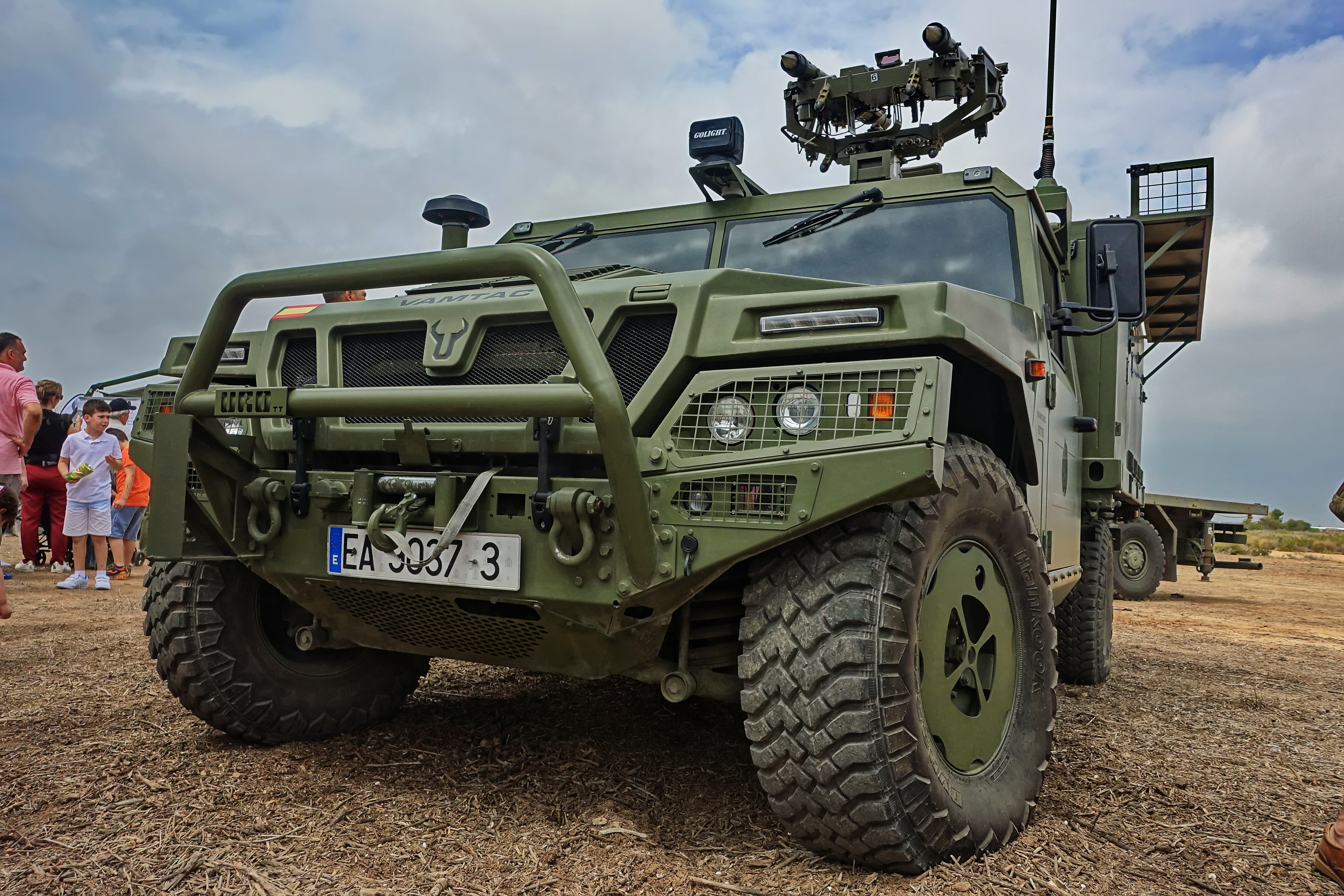
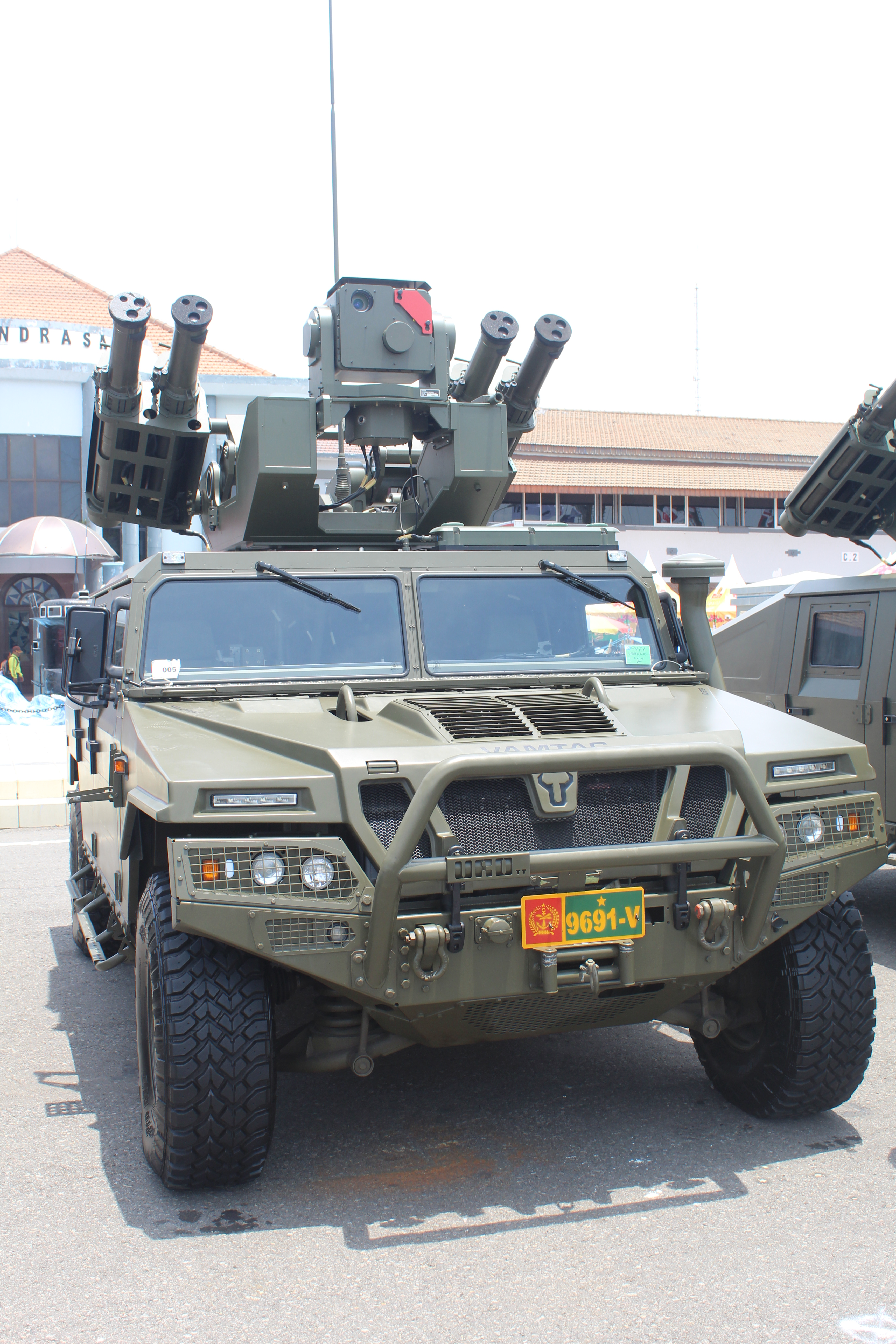
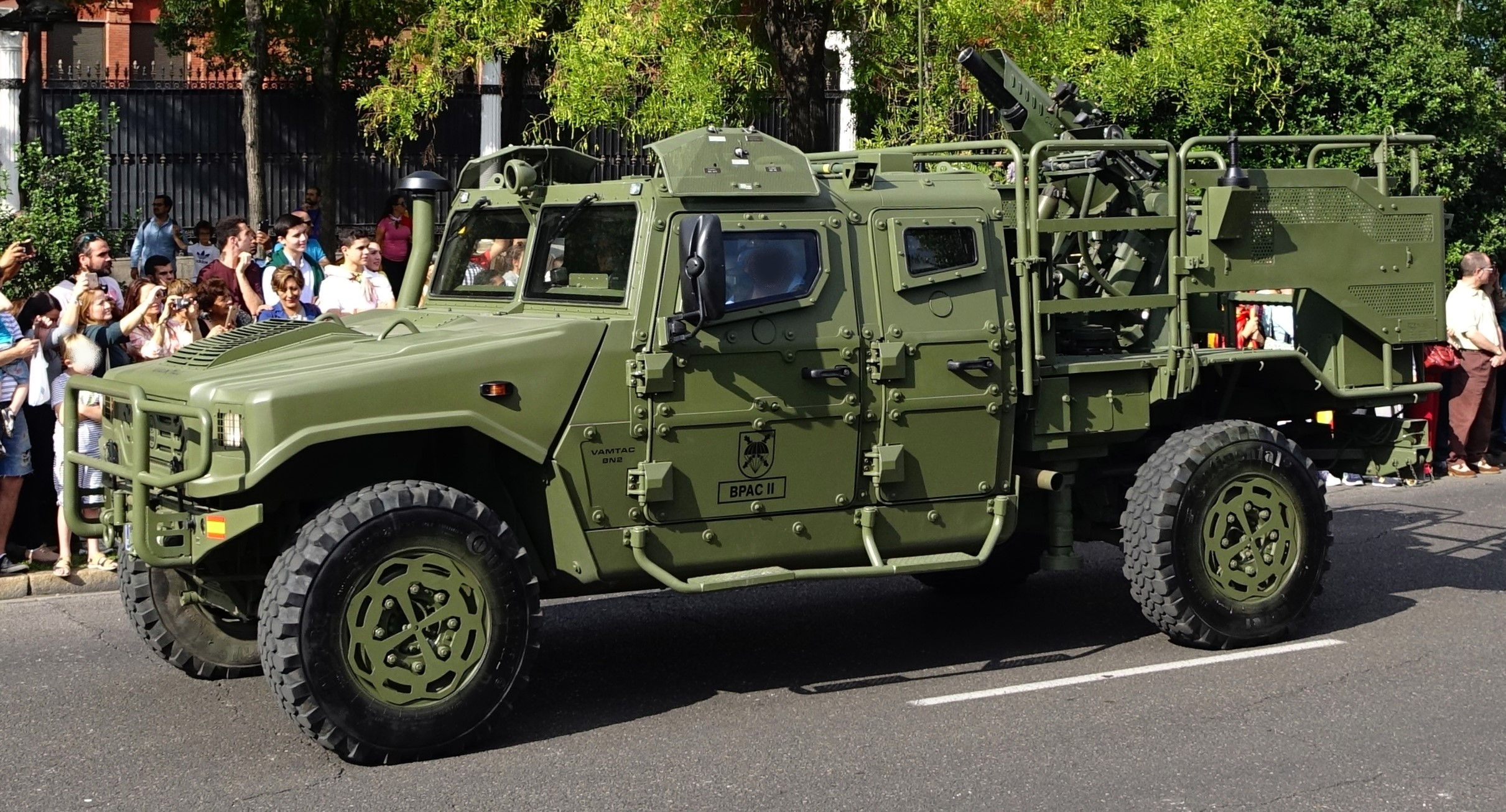
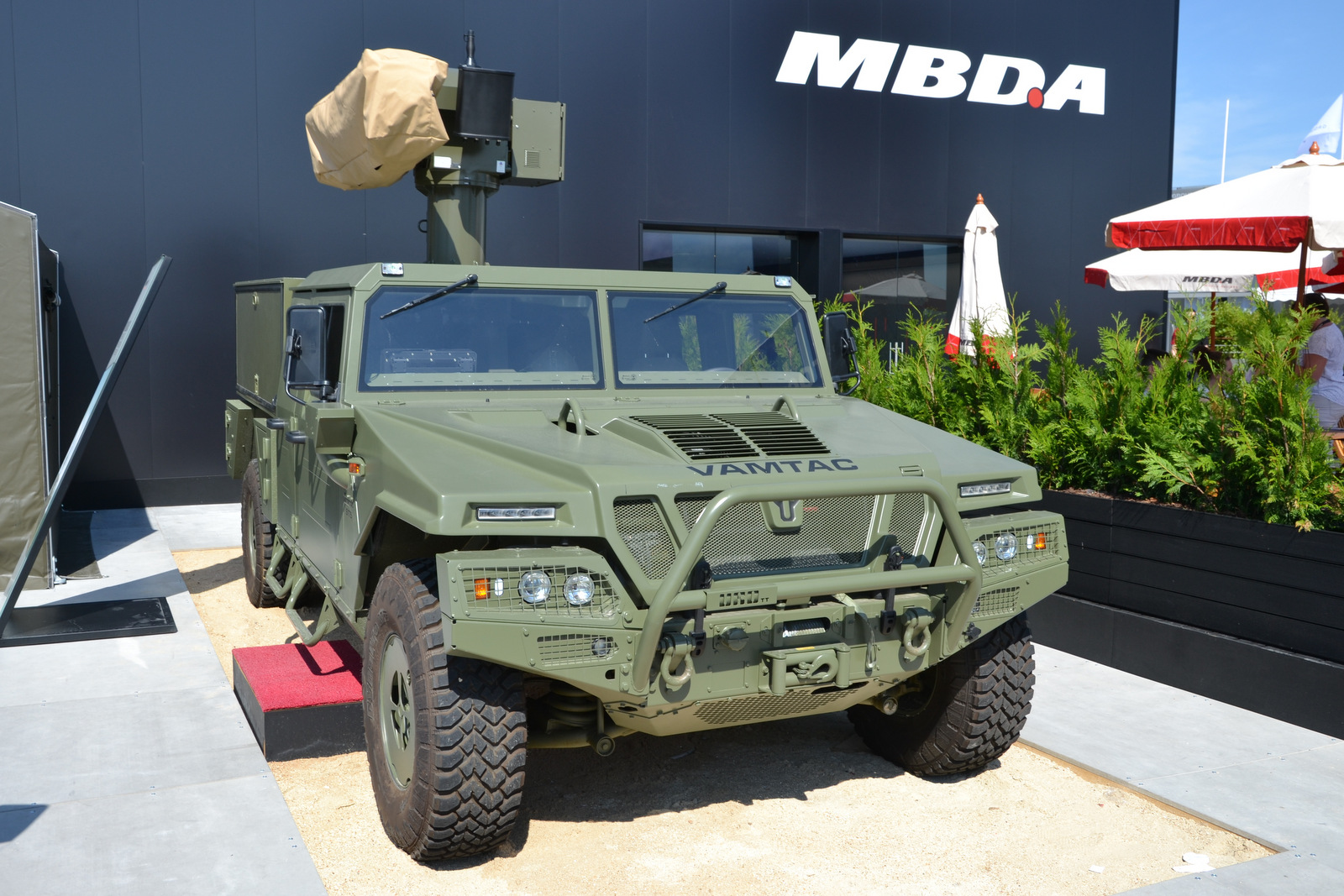
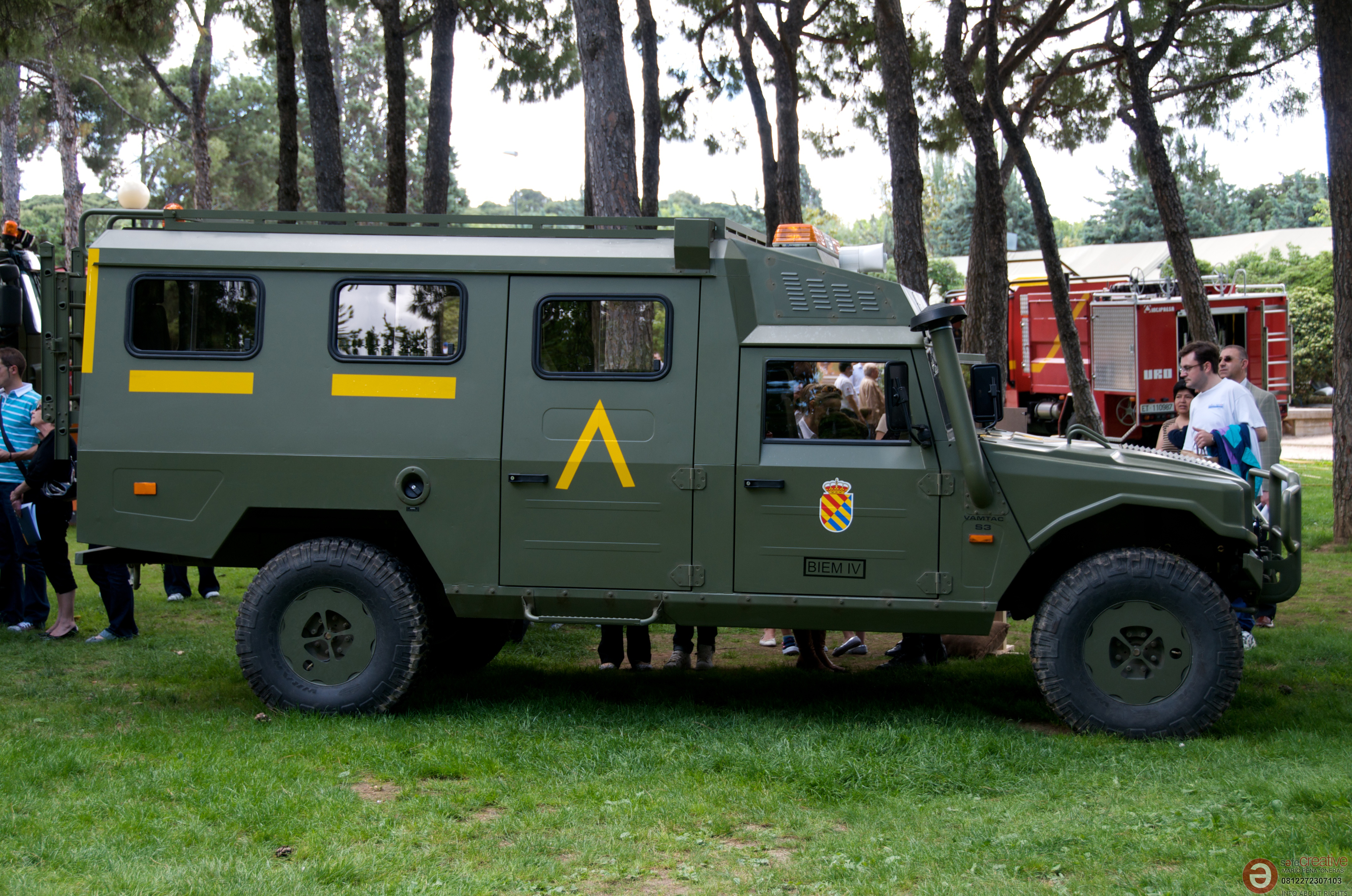
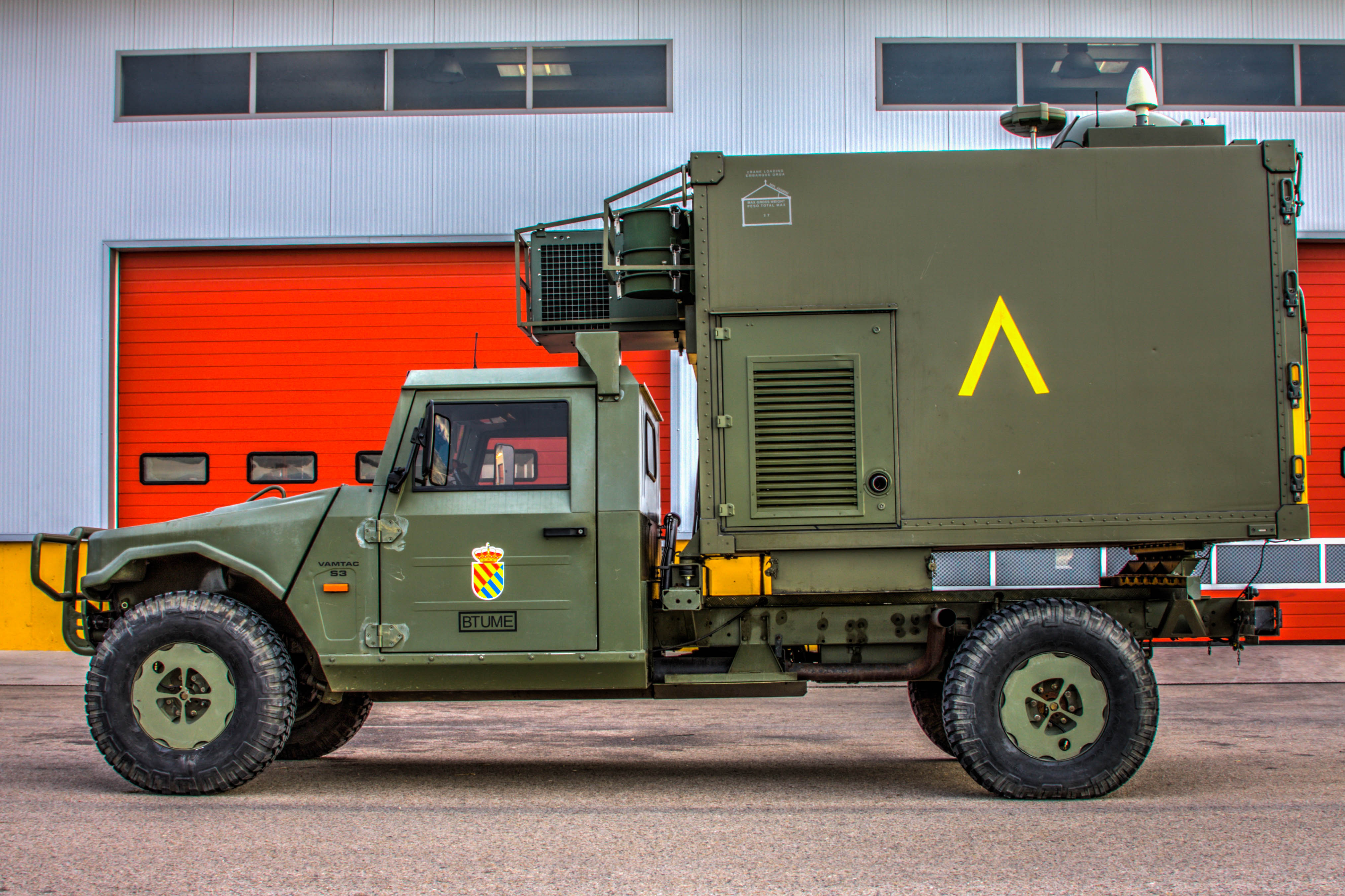
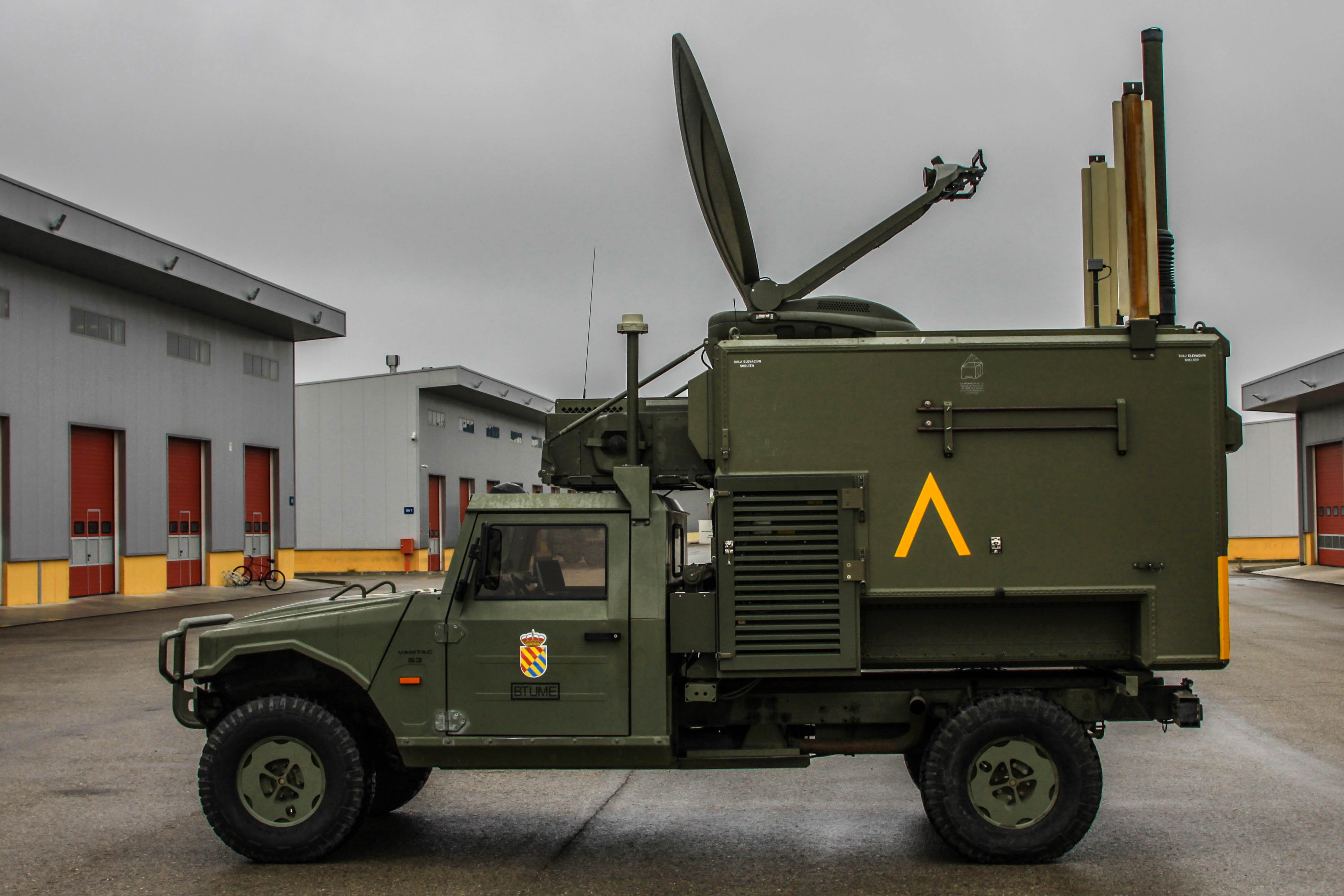
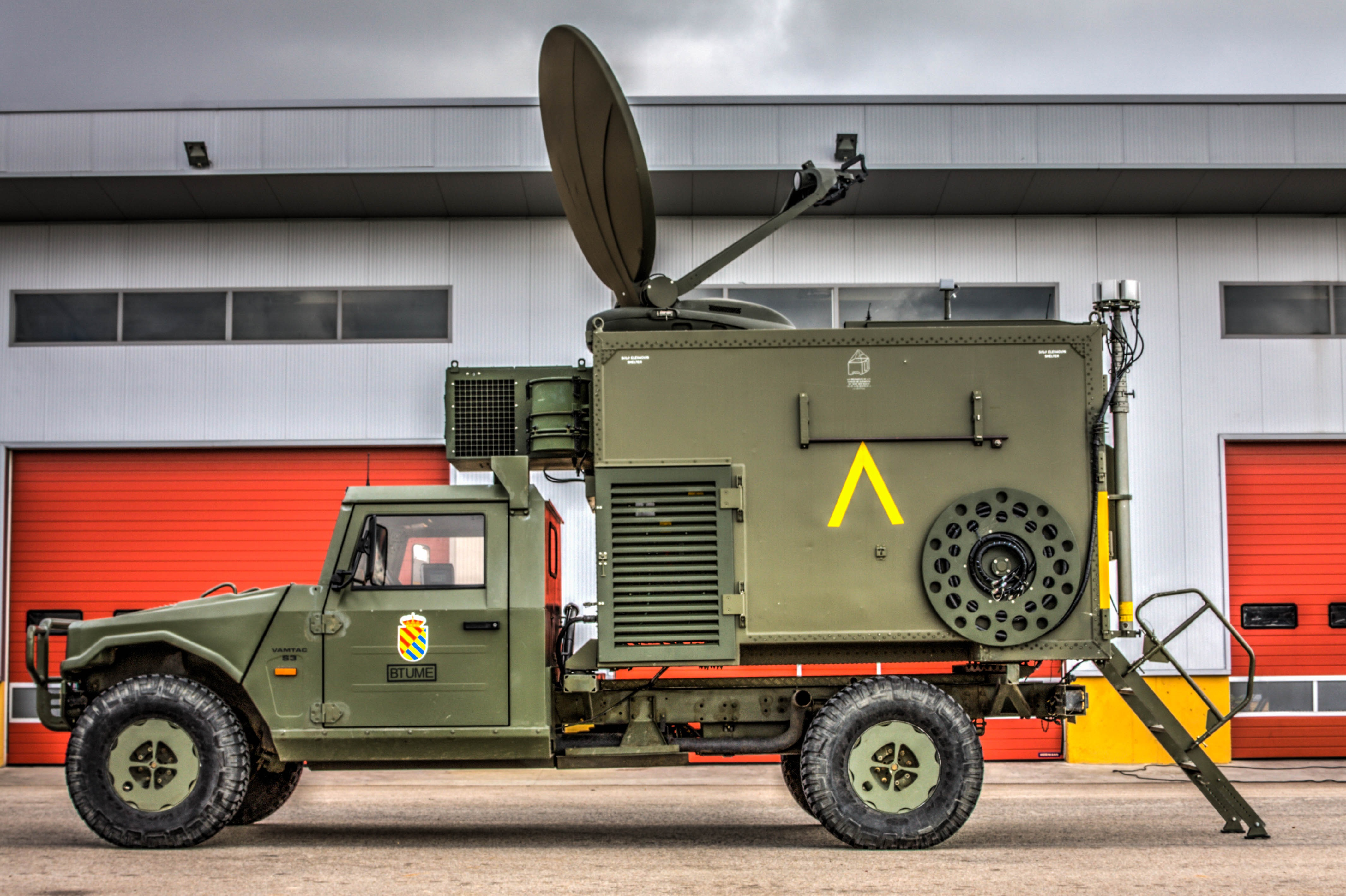
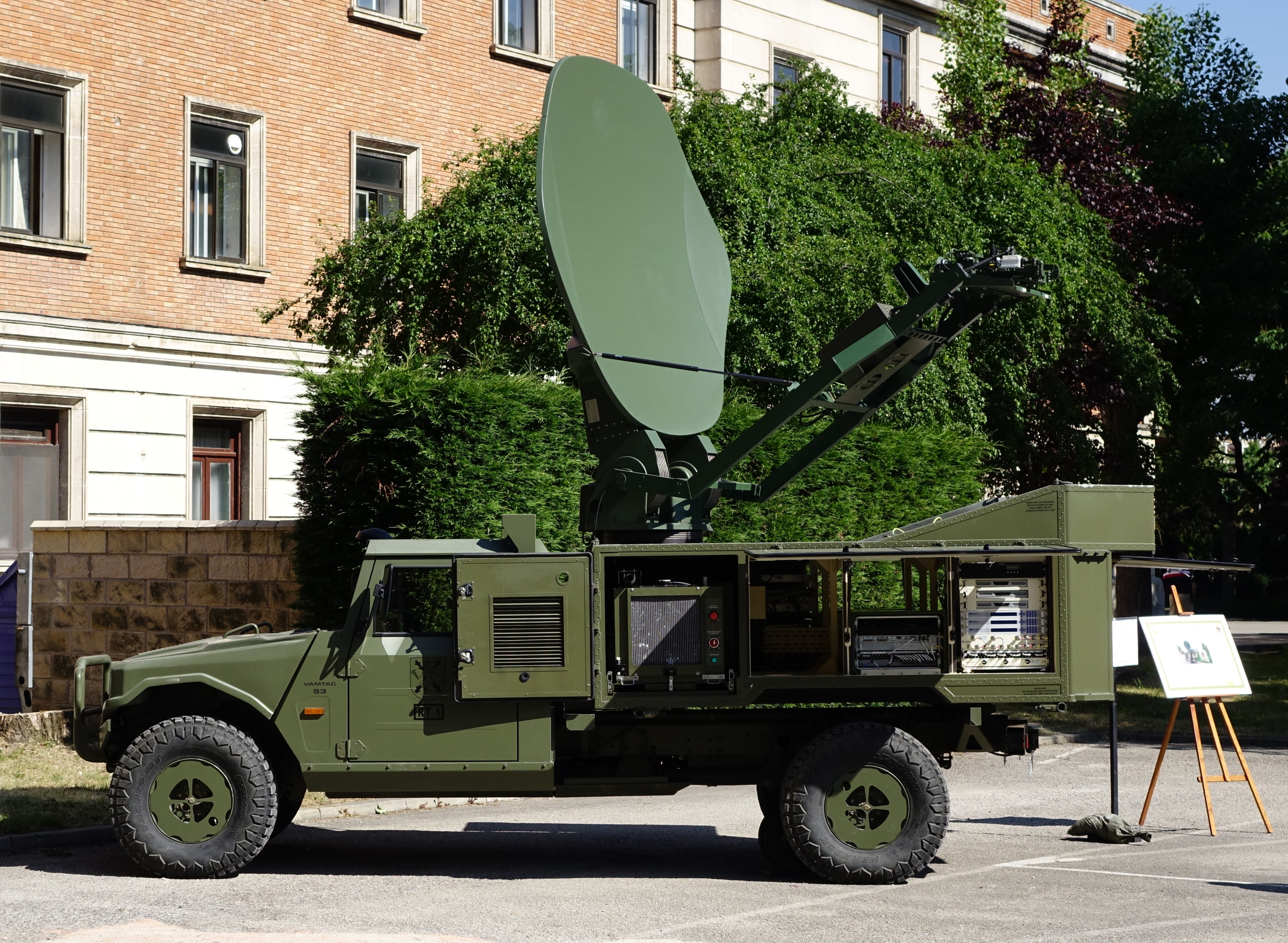
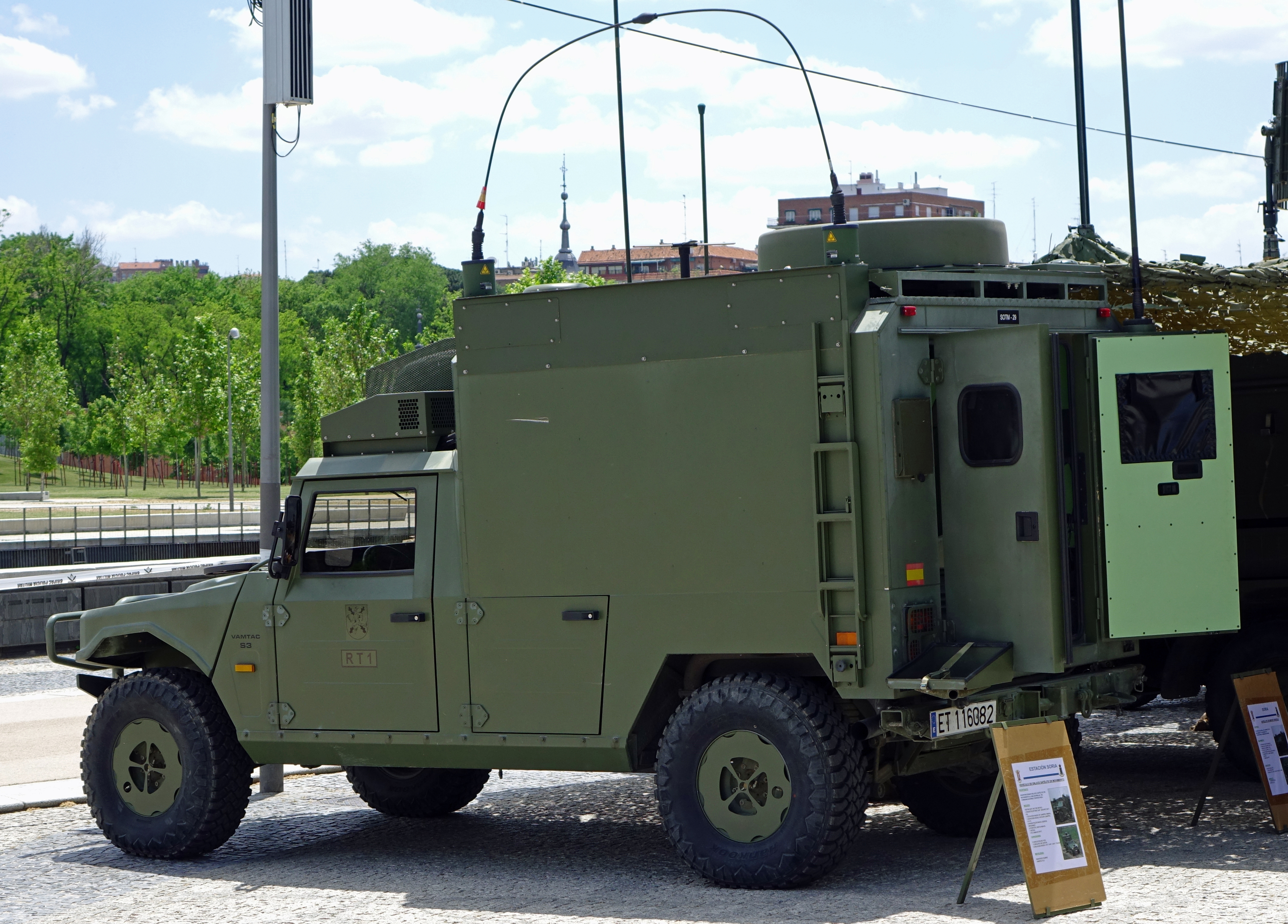
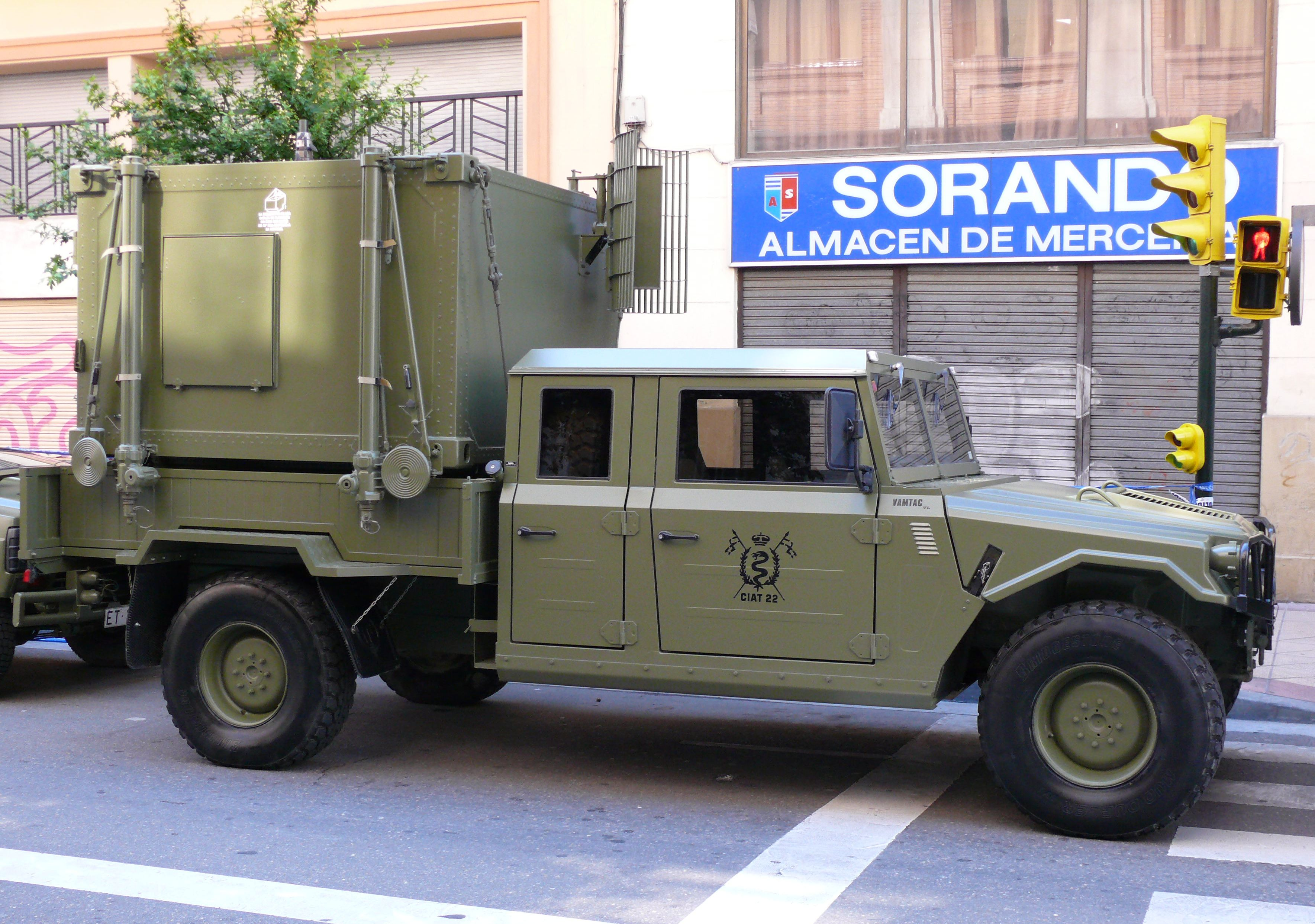
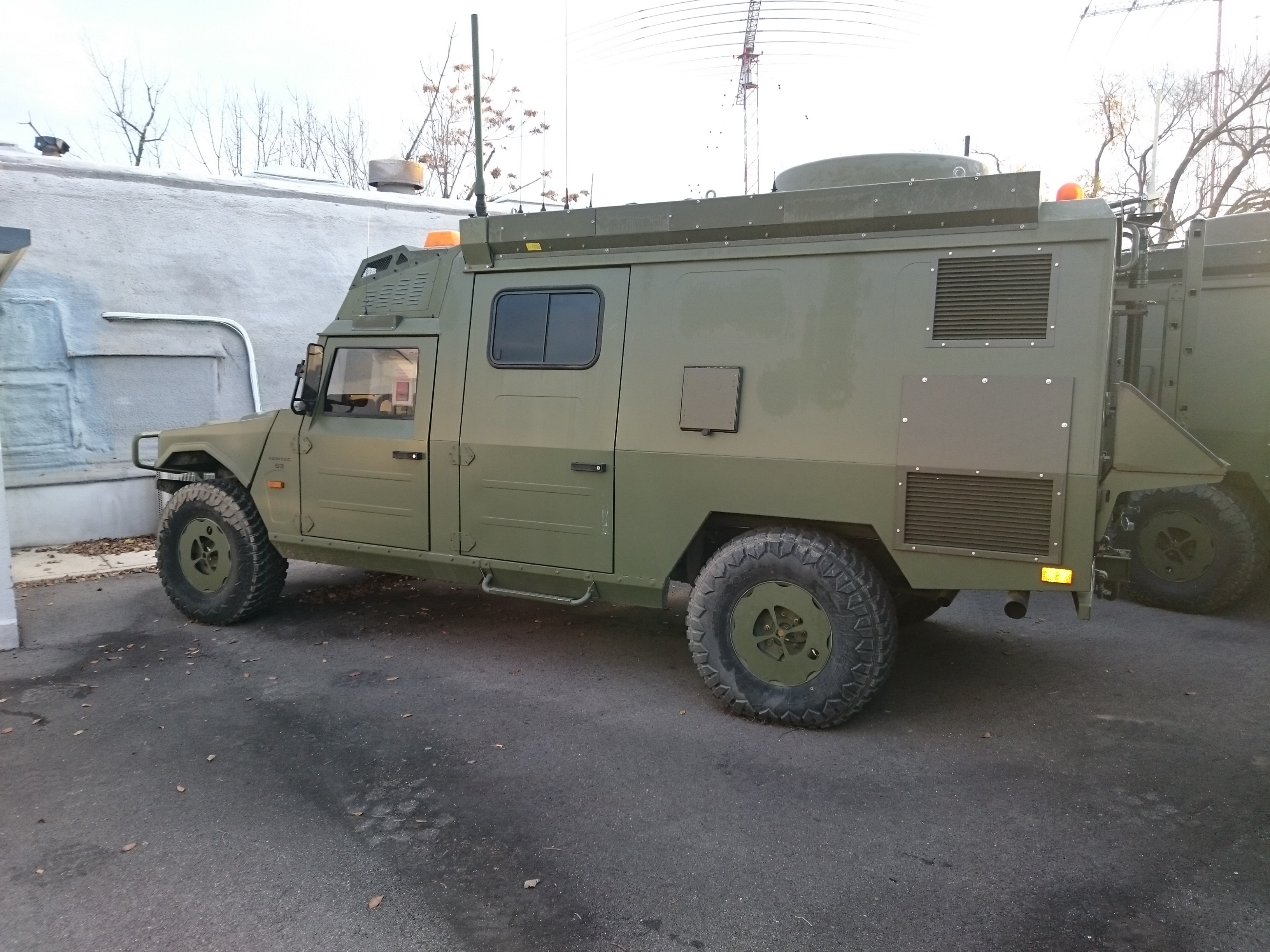
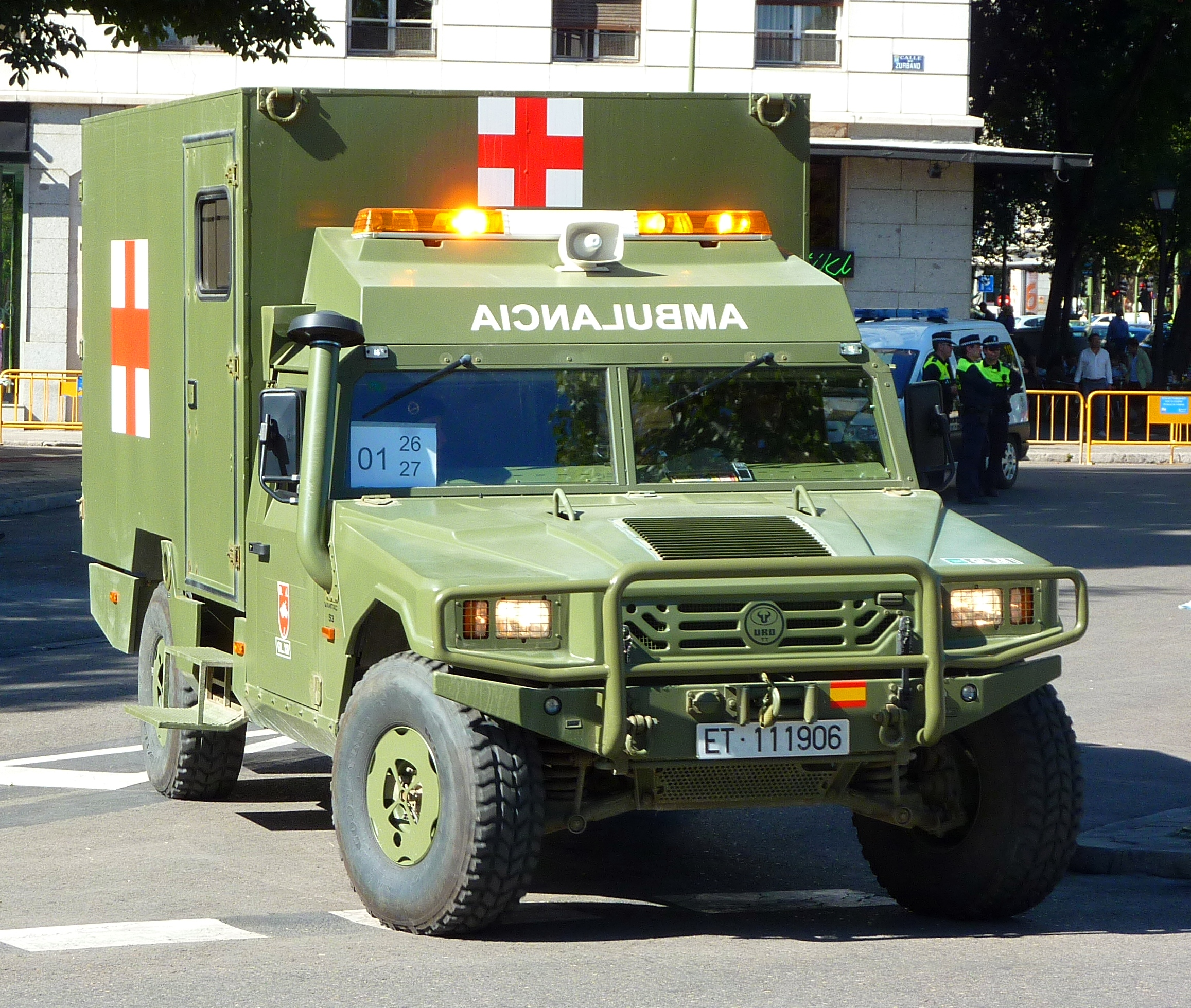
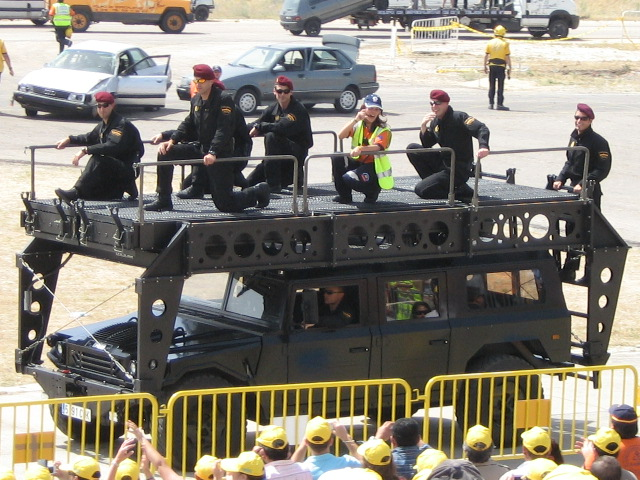

## 使用國
- 西班牙:
- 比利时
- 巴西
- [1]
- 爱尔兰
- 沙烏地阿拉伯
- 马来西亚[2]
- 摩洛哥[3]
- 葡萄牙 (2006除役) [4]
- 羅馬尼亞[5]
- 泰國
- 委內瑞拉

## 相關連結
- 东风猛士
- 高機動車（日本）